# Microsoft Stream
Microsoft Stream est un service de partage de vidéos conçu pour les entreprises. Publié à partir du 20 juin 2017, il devrait à terme complètement remplacer Office 365 Video,,. Le service n’est plus disponible depuis le 15 février 2024.